# Tibiscum

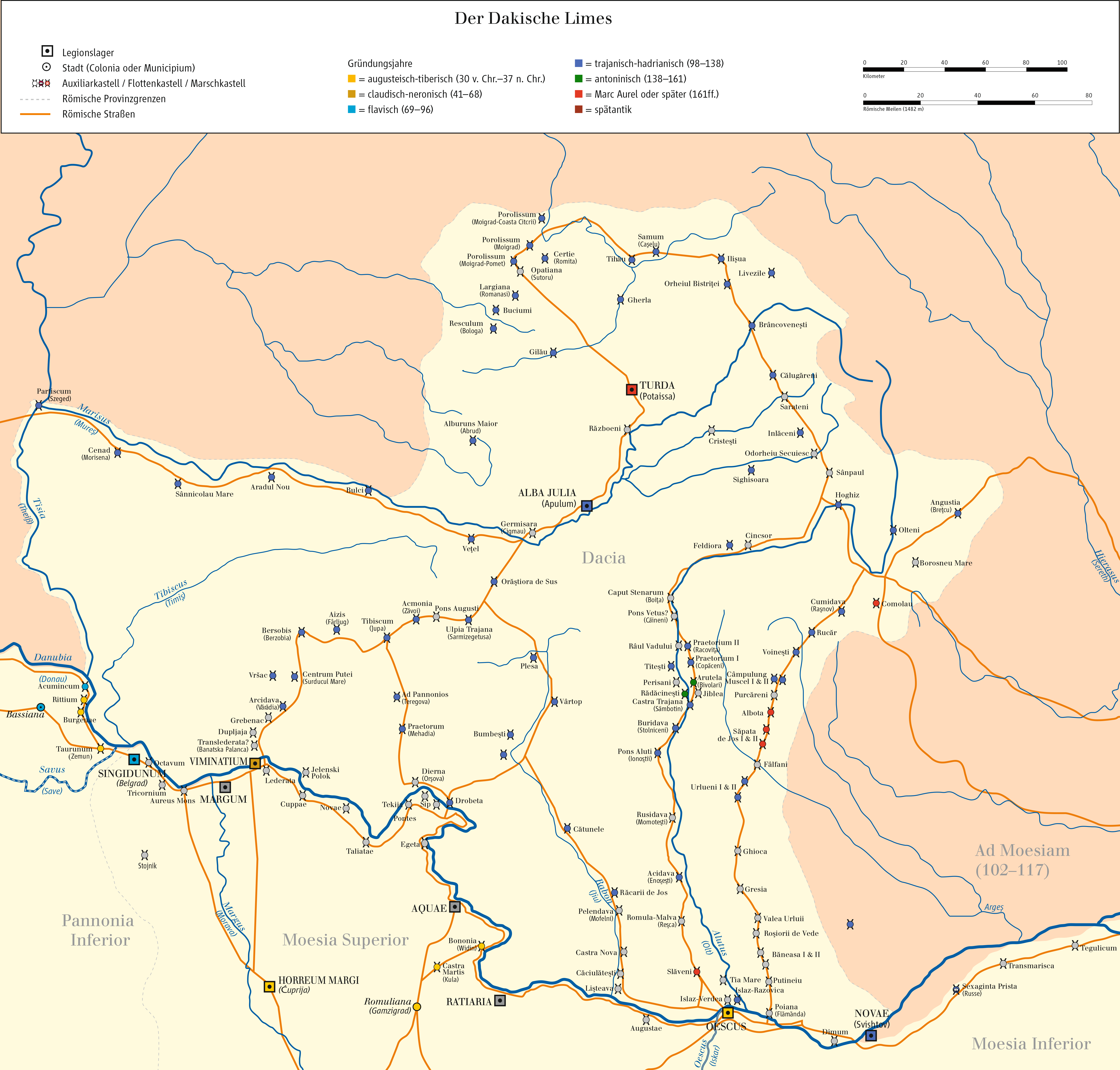
Limes Dacicus

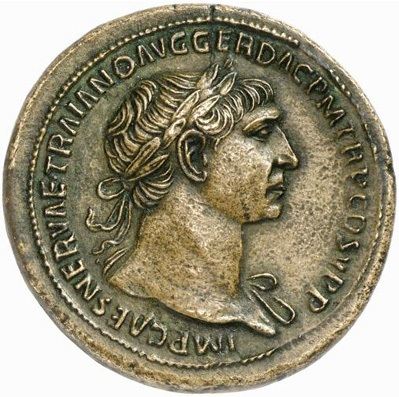
Münzbild des Trajan

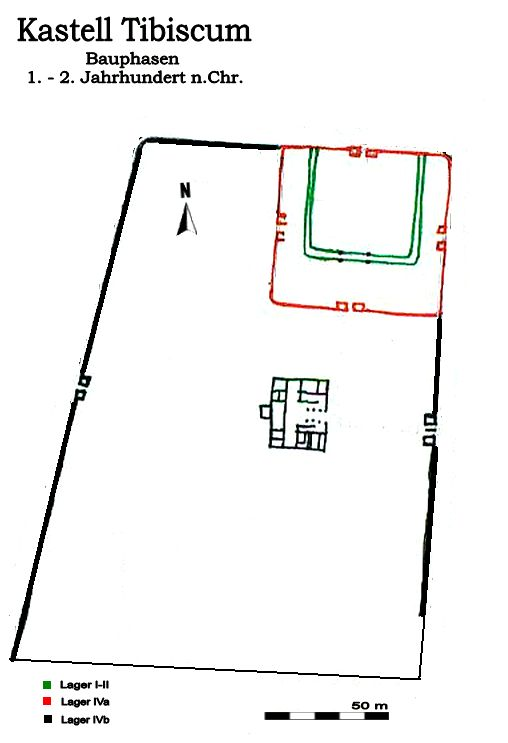
Bauphasen des Kastells

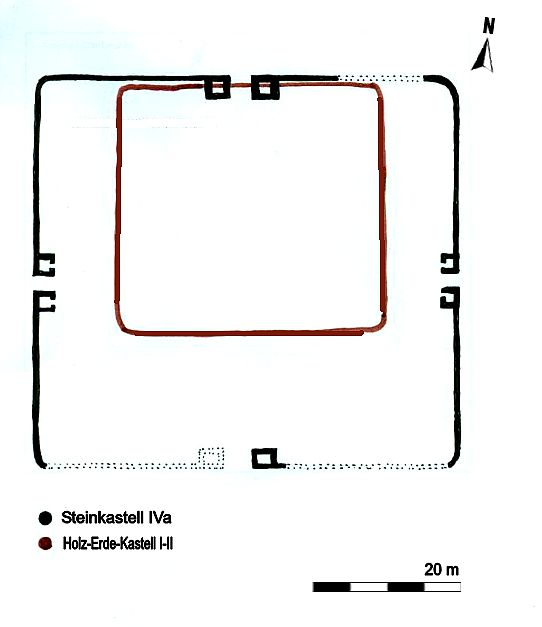
Lageskizze Kastelle I-II und IVa

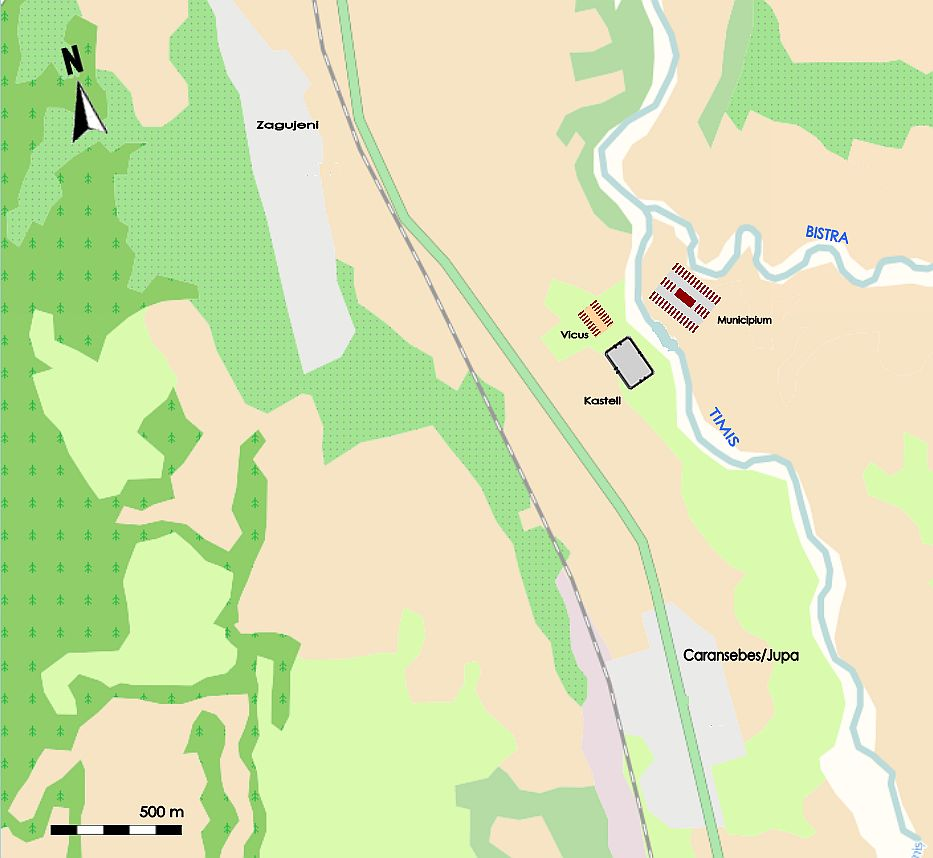
Lageskizze von Kastell, Municipium und Vicus von Tibiscum

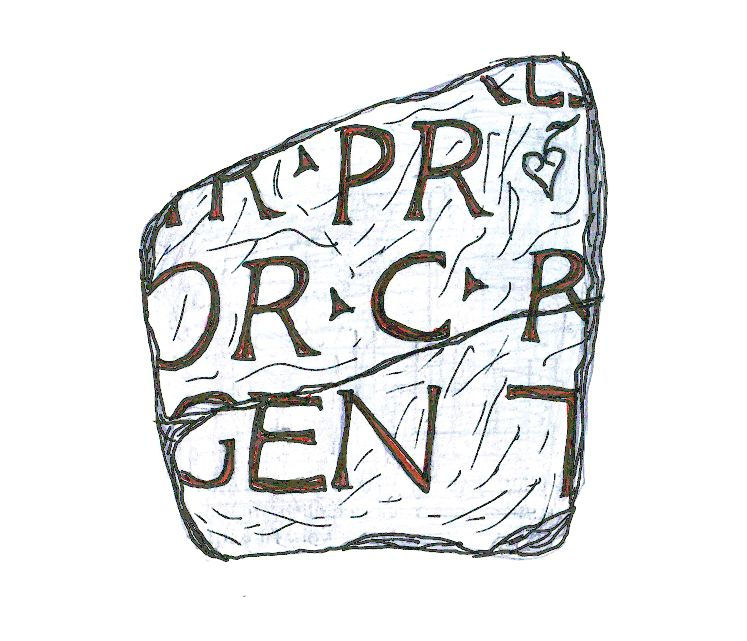
Skizze des Bauinschriftfragmentes aus Kastellgebäude Nr. IV, vermutlich von der Vindelikerkohorte gestiftet, 3. Jahrhundert n. Chr.

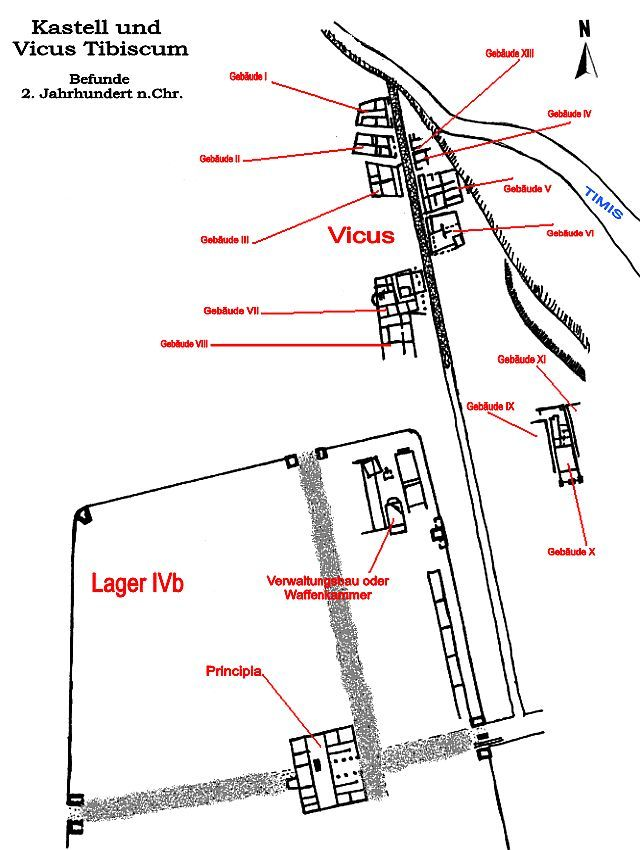
Befundskizze Lager IVb und Vicus im 2. Jahrhundert n. Chr.

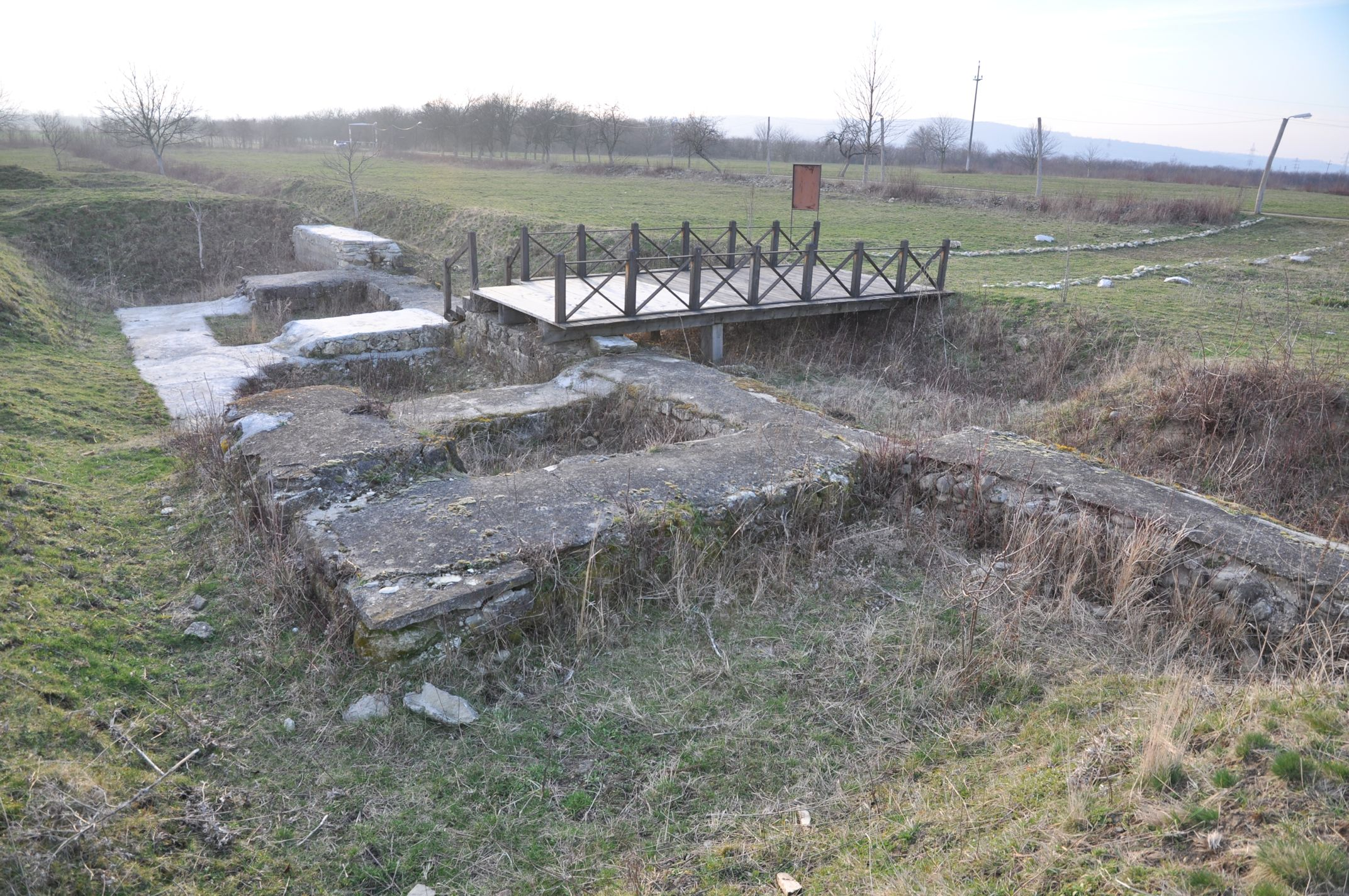
Die Reste der Porta principalis sinistra (2014)

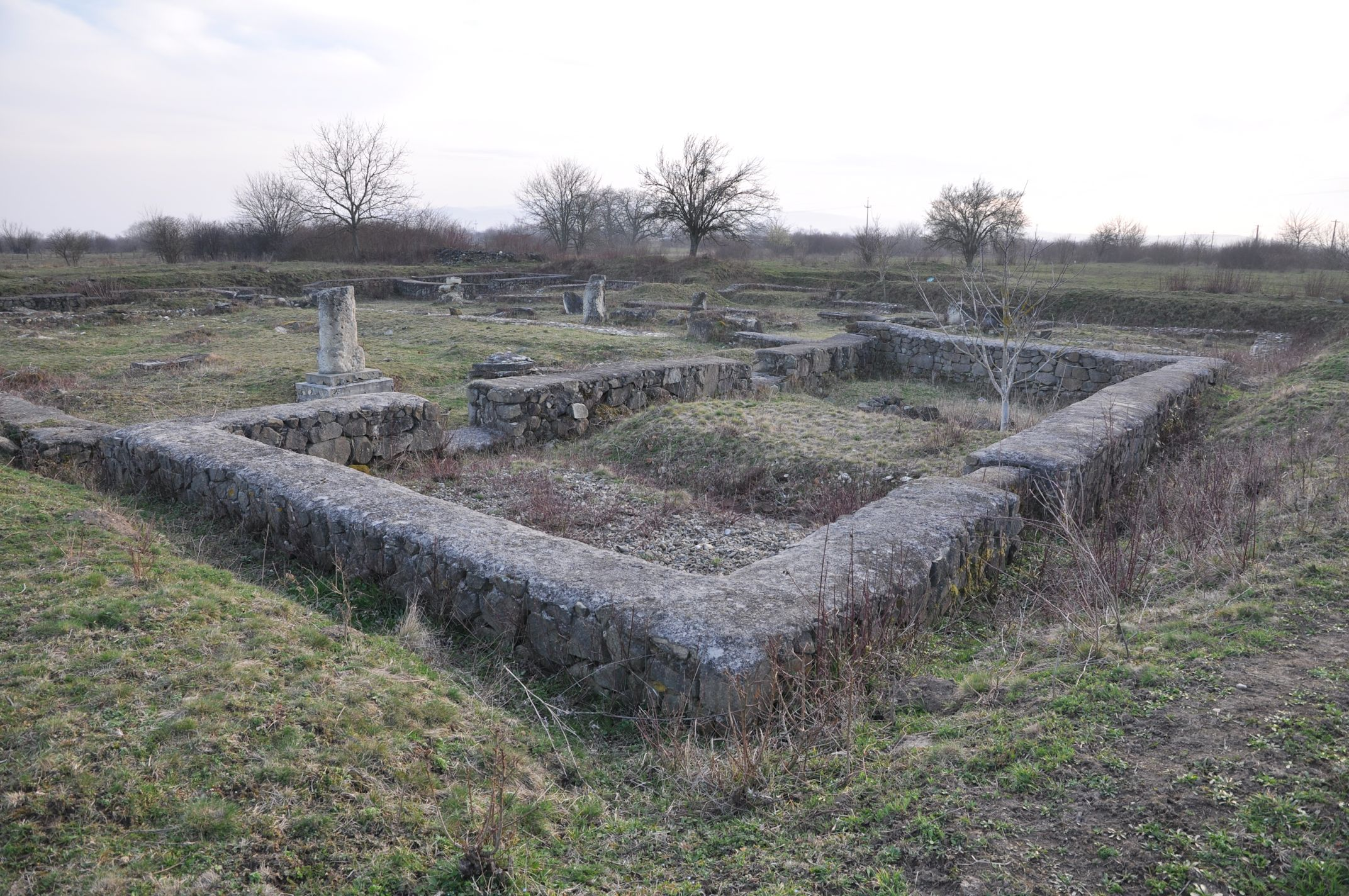
Die Reste der Principia (2014)

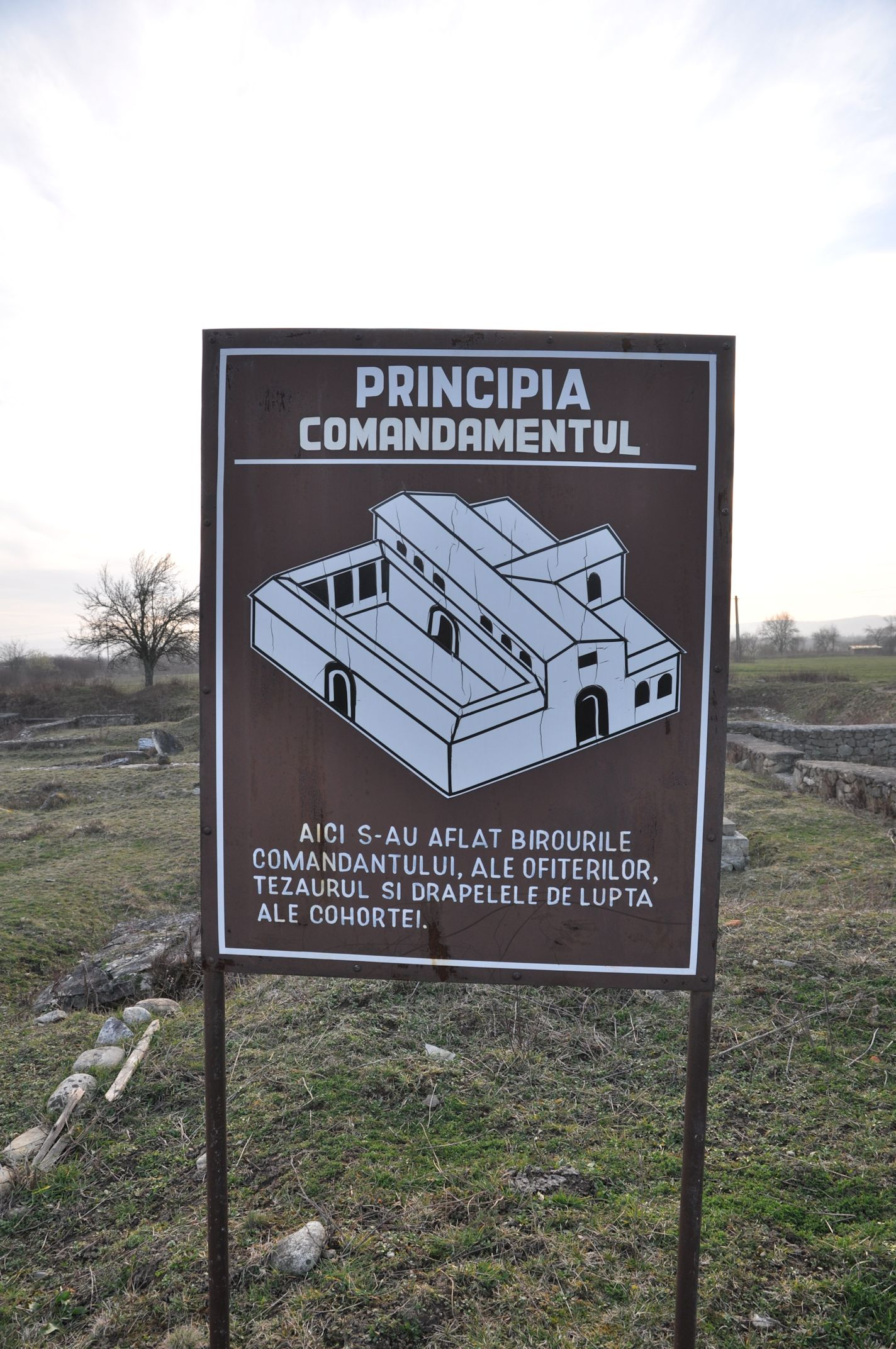
Rekonstruktionsversuch der Principia auf einer Schautafel am Kastellgelände

Tibiscum ist der Sammelname eines römischen Kastells der Hilfstruppen, ein Bestandteil der Festungskette des dakischen Limes (limes Daciae, Provinz Dacia Superior bzw. später Dacia Apulensis) und eines Municipiums auf dem Gebiet des heutigen Caransebeș (Karansebesch/Karánsebes/Karanšebeš), einer Stadt im Kreis Caraș-Severin, Region Banat im Südwesten von Rumänien.
Kastell, Vicus und Zivilstadt verteilen sich über eine Fläche von 27 ha und zählen zu den bekanntesten archäologischen Stätten in Rumänien. Lagervicus und Municipium entwickelten sich im 3. Jahrhundert n. Chr. zu einem Zentrum für Handel und Warenproduktion (vor allem Keramik) und damit zu einer der wirtschaftlich bedeutendsten Städte der dakischen Provinzen. Tibiscum spielte auch eine wichtige Rolle bei der Romanisierung der einheimischen Bevölkerung und gilt als einer der Ausgangspunkte der christlichen Missionierung Dakiens. Gemeinsam mit insgesamt 277 Stätten des Dakischen Limes wurde Tibiscum 2024 zum UNESCO-Weltkulturerbe erhoben.

## Lage
Lager, Militärvicus und Zivilstadt liegen auf dem Gelände der Ortsteile Jupa, Iaz und Ciuta von Caransebeș, entlang beider Ufer der oberen Tibisia/Temesch, eines linken Nebenflusses der Donau (lateinisch Istros). Das Kastellareal befindet sich zwei Kilometer südöstlich von Jupa auf einer Niederterrasse am linken Flussufer. Die Fundstelle ist auch unter den Flurnamen „Cetate“ (Festung) oder „Dupa ziduri“ bekannt. Im Gelände sind heute noch zwei Seiten der Befestigungswälle als Erhebung deutlich erkennbar.

## Name
Der antike Name (Τιβίσκον Tibískon) bedeutet „sumpfiger Ort“, stammt aus dem thrako-dakischen Sprachkreis und leitet sich vermutlich von der Beschaffenheit der Uferlandschaft am nahegelegenen Fluss, lat. Tibiscus (auch Tibisia, Temesch), ab. In den antiken Quellen wird Tibiscum unter anderem bei Claudius Ptolemäus Geographica (3, 8, 10), in der Tabula Peutingeriana (Segmentum VII 4) und beim Geographen von Ravenna (4, 14, 4,18) erwähnt. Um 1020 scheint in der Liste der dem Erzbistum Ohrid zugehörigen Bistümer ein Ort namens „Dibiskos“ auf, man nimmt an, dass es sich dabei um die im Mittelalter entstandene Nachfolgerin der römischen Stadt handelt. Einige Urkunden aus dem 15. Jahrhundert erwähnen noch stark verzerrte Varianten wie zum Beispiel Tyvisk oder Tywsk, danach verschwinden aber auch diese letzten Hinweise auf die antike Siedlung aus den historischen Quellen.

## Funktion
Tibiscum entwickelte sich entlang zweier wichtiger Fernverkehrsstraßen, die den mösischen Donaulimes mit dem Inneren Dakiens verband:
- Viminatium – Lederata – Arcidava – Bersobis – Tibiscum – Sarmizegetusa und
- Drobeta – Dierna – Tibiscum – Sarmizegetusa.

Die Besatzung des Kastells sicherte die Kreuzung und einen Abschnitt dieser beiden Hauptverbindungen, überwachte den Straßenverkehr und die Bevölkerung der sich auf den umliegenden Hügeln befindlichen dakischen Siedlungen.

## Forschungsgeschichte
Die Ruinen wurden erstmals im 19. Jahrhundert von dem Historiker Konrad Mannert (1756–1834) als römisch erkannt. Erste Probegrabungen begannen 1875 am rechten Ufer der Timis. Dort befindet sich auch der größte Teil der antiken Zivilstadt. Angeregt hatte dies vor allem der Geistliche Tivadar Ortvay (1843–1916), unter anderem Autor zahlreicher historischer Werke über das Banat. Erste genauere wissenschaftliche Untersuchungen wurden zwischen 1923 und 1924 von dem Archäologen George G. Mateescu (1892–1929), Dozent an der Universität Cluj, durchgeführt. Er grub im Bereich des großen Steinkastells, die Befunde blieben jedoch unveröffentlicht. Im Jahr 1977 wurden die Ausgrabungen am linken Ufer der Temesch zur archäologischen Schutzzone erklärt. Von 1965 bis 1989 fanden Ausgrabungen durch Marius Moga, Flores Medelec, Richard Petrovszky, Maria Petrovszky, Tiberiu Bona, Doina Benea und Petru Rogoszea statt (Lager, Vicus, Apollotempel). Das Nordtor des Holz-Erde-Kastells II wurde 1965 von Moga untersucht. 1982 fand Patrichie Puraci im 1,5 km von der Zivilsiedlung Tibiscum entfernten Dorf Iaz, Flur Sat Batrin (= „Altes Dorf“), eine 87 cm × 75 cm × 30 cm große römische Inschrift in Form einer tabula ansata, die Weihung eines wiederhergestellten Heiligtums an Apollo für das Wohl des Kaisers Septimius Severus sowie seiner Söhne Caracalla und Geta. Beim Pflügen des Bodens kamen in den folgenden Jahren zahlreiche Marmorfragmente einer weiteren Inschrift mit einer Weihung an Apollo aus der Zeit Caracallas ans Tageslicht. Aufgrund dieser Funde führten Tiberiu Bona und Petru Rogoszea im Auftrag des Museums von Caransebeș eine umfangreiche Grabung durch, die schließlich zur Aufdeckung des Apollotempels führte. 1984 konnten während der Grabungen an der westlichen Mauer des großen Steinlagers die Überreste von Lager III entdeckt werden. 1991 bis 1992 konnte man auch seine nördliche Seite lokalisieren. 2001 wurden wieder archäologische Forschungen, diesmal im Ortsteil Obreja, durchgeführt. Dabei konnte eine Fläche von 20 m × 1,5 m untersucht werden, wo wiederum Abschnitte der Kastellumwehrung ans Tageslicht kamen. Sie wurden als die Überreste eines Grabens (fossa) und des Walls (agger) aus der Holz-Erde- und der Steinperiode des Kastells erkannt und stammten größtenteils aus dem 2. Jahrhundert n. Chr.

## Geschichte

### Vorrömische Zeit
Die günstigen natürlichen Bedingungen förderten schon in vorrömischer Zeit die Gründung von Ansiedlungen. Das Umland von Caransebeș ist seit prähistorischer Zeit besiedelt. So stieß man hier auf Werkzeuge aus der Altsteinzeit (ca. 35.000 bis 10.000 v. Chr.) und in der Balta Sărată auch auf Siedlungen der Vinča-, Starčevo- und Criș-Kultur aus dem 6. bis 5. Jahrtausend v. Chr. Des Weiteren fand sich bei Dealul Mare Siedlungsspuren aus der mittleren Bronzezeit (etwa 1600 bis 1200 v. Chr.), Funde aus der Hallstattzeit und eine Münze aus dem 4. Jahrhundert v. Chr. In weiterer Folge wurden auch dakische Keramikfragmente und Grabhügel (lateinisch Tumuli) aus dem 1. und 2. Jahrhundert n. Chr. entdeckt. Die frühesten Spuren der Besiedlung durch die Daker wurden in Obreja, einem etwa sieben Kilometer entfernten Dorf, beobachtet.

### 2. Jahrhundert
Bedingt durch seine geographische Lage war das Banat für die Römer einer der Hauptzugänge zu den dakischen Provinzen. Nachdem zwei römische Heeressäulen unter Kaiser Trajan zu Beginn des ersten Dakerkrieges, im Frühjahr des Jahres 101, die Donau auf zwei Schiffbrücken (bei Lederata und Dierna) überquert hatten, rückten sie weiter ins Banat vor. Nach der Schlacht von Tapae, die im Herbst des Jahres 101 stattfand, richtete sich die römische Invasionsarmee, die den dakischen Widerstand in dieser Region schon weitgehend zerschlagen hatte, für ihren ersten Winter im Feindesland ein. Zu diesem Zweck wurden zahlreiche temporäre Marschlager bzw. feste Kastelle im Banat und benachbarten Oltenien errichtet, so auch in Tibiscum. Das frühe Kastell (Lager I) stand wohl ab 106 – also nach Beendigung des zweiten Dakerkrieges – und befand sich am rechten Ufer der Timis. Es ist aber auch möglich, dass hier schon vorher ein römischer Stützpunkt existiert hatte.
Nach dem Tod Traians im Jahr 117 verbündeten sich die Jazygen mit den freien Dakern und griffen die Römer gleichzeitig an mehreren Stellen an. Auch die Provinzhauptstadt Colonia Ulpia Traiana Augusta Dacica wurde bei diesen Kämpfen schwer in Mitleidenschaft gezogen. Traians Nachfolger, Hadrian, rückte in Eilmärschen aus dem Orientprovinzen heran und brachte neue, in Syrien rekrutierte Einheiten mit, darunter auch palmyrenische Bogenschützen, die in Tibiscum ihr Quartier nahmen. Zu diesem Zweck wurde eine größere Holz-Erde-Befestigung errichtet, die Lager I ersetzte. Dieses neue Kastell (Lager II) dehnte sich noch etwas weiter nach Süden aus und bestand wahrscheinlich bis zum Jahr 170. Seine Besatzung setzte sich aus den in Syrien rekrutierten Bogenschützen zusammen. Nach ihrer Ankunft errichtete man in weiterer Folge einen Militärvicus, wo sich die Familien der Soldaten und mit der Zeit auch zahlreiche Handwerker und Kaufleute niederließen. Gleichzeitig wurde in etwa drei Kilometer Entfernung ein dem Apollo geweihter Tempel erbaut.
In den Jahren 118–119 n. Chr.trat ein Statthalter aus dem Ritterstand, Quintus Marcius Turbo, sein Amt an, der sich um die Verteidigung der Provinz gegen die Sarmaten verdient gemacht hatte. Ihm zu Ehren wurden in Ulpia Traiana Sarmizegetusa und in Tibiscum Statuen aufgestellt. Eine in Caransebeș entdeckte Inschrift feiert die Wiederherstellung der Ruhe und Ordnung. Als Folge des Jazygeneinfalls brannte auch das zweite Holz-Erde-Lager nieder. Seine Mannschaftsbaracken wurden danach auf ihren alten Standplätzen neu aufgebaut und bestanden wieder ausnahmslos aus Holz, während die Kastellmauer in Stein errichtet wurde (Lager IVa). Der auffällig lange Bestand der Holz-Erde-Lager erklärt sich vielleicht aus einer längeren Friedensperiode, in der keine Notwendigkeit zum Umbau des Lagers in Stein bestand.
Während der letzten Herrschaftsjahre des Kaisers Antoninus Pius, um 158–160 n. Chr., flammten wieder Unruhen an der Westgrenze Dakiens auf und er musste erneut einige Feldzüge gegen die freien Daker führen. Unter diesem Kaiser fanden deshalb auch größere Umbauarbeiten in Tibiscum statt. Da hier mittlerweile zwei Einheiten gleichzeitig untergebracht waren, wurde das Lager noch einmal erheblich nach Westen und Süden erweitert (Lager IVb). Eine in den Principia entdeckte Inschrift stammt aus dem Jahr 165 und beweist, dass das „große Lager“ in diesem Jahr fertiggestellt wurde. Auch das archäologische Fundmaterial stützt diese Annahme. Etwas außerhalb des Kastells, in der Nähe der nordöstlichen Ecke, wurden eine Votivtafel und eine Inschrift für Iupiter Optimus Maximus entdeckt. Sie lassen vermuten, dass durch die Angriffe der Markomannen, Quaden und ihrer Verbündeten, den freien Dakern, in den Jahren von 167 bis 170 auch Tibiscum schwer beschädigt wurde.

### 3. Jahrhundert
Mit Übernahme der Herrschaft durch die severische Dynastie brach für Tibiscum eine wirtschaftliche Blütezeit an. Unter Septimius Severus (193–211) wurden daher hier auch einige größere Denkmäler errichtet. Die meisten der hier freigelegten Ehreninschriften sind jedoch seinen beiden Söhnen Caracalla und Geta gewidmet. Einer von beiden könnte die Siedlung in den Status einer Stadt zweiter Ordnung, eines Municipiums, erhoben haben, epigraphisch kann dies jedoch erst für die Zeit des Gallienus (253–260) bestätigt werden. Wahrscheinlich verursachten wiederholte Einfälle von Barbarenvölkern aber auch in dieser Zeit wieder große Verheerungen. Im Vicus konnte man vor allem bei den Gebäuden II, VII, X deutliche Brandspuren beobachten. Die ständigen Überfälle der Barbaren, eine fortgesetzte Schwächung der Zentralmacht, damit verbundene endemische Aufstände des Heeres und rasche Herrscherwechsel in der Periode der Soldatenkaiser (sogenannte Reichskrise des 3. Jahrhunderts) führten in Dakien mehr und mehr zum Verfall der römischen Zivilisation und Kultur wie unter anderem die Entdeckung von ihren Besitzern nicht mehr gehobener Münzhorte zeigt. Nur sehr wenige Inschriften in Tibiscum datieren daher noch in die zweite Hälfte des 3. Jahrhunderts. Nach dem Rückzug von Armee und Verwaltung hinter den Donaulimes unter Aurelian, 275 n. Chr., harrte anscheinend die Mehrzahl der hier ansässigen Dako-Romanen dennoch weiter in ihrer Stadt aus, wie Spuren vom Wiederaufbau einiger Gebäude belegen.

### 4. bis 5. Jahrhundert
Die bisherigen Forschungsergebnisse brachten zutage, dass die Stadt auch im 4. Jahrhundert noch alle Funktionen eines römischen Municipiums ausfüllte.
Dies war vor allem auch deswegen, da es gelang, die engen Kontakte mit dem Römischen Reich weiter aufrechtzuerhalten. Das massive Aufkommen spätrömischer Münzprägungen im Banat zeugt von einer ungebrochenen engen Verbindung zwischen dem Imperium und diesem Teil der ehemaligen Dacia Apulensis. Erwähnungen in den historischen Quellen berichten davon, dass es den Römern zwischen der Regierungszeit des Constantius I. (293–306 n. Chr.) und Julian Apostata (361–363 n. Chr.) gelang, einige dakische Regionen am Nordufer der Donau wieder zu besetzen (Dacia restituta). Dies begünstigte auch die rasche Verbreitung des Christentums im nördlichen Donauraum. Zwischen den Jahren 306 und 337, unter der Herrschaft von Kaiser Konstantin I., schlugen die Römer bei Sucidava eine neue Brücke über den Strom und erlangten damit ebenfalls wieder die Kontrolle über die donaunahen Gebiete der ehemaligen dakischen Provinzen zurück. Neben Praetorium war auch Tibiscum ein wichtiger Bestandteil eines kurzlebigen konstantinischen Limes in Dakien. In beiden Standorten wurden große Mengen von Münzen aus der Zeit Konstantins geborgen. Nach 313 wurde Tibiscum auch zum kirchlichen Zentrum dieser Region und Bischofssitz. Im Jahre 375 drangen Goten und Alanen in den Osten des römischen Reichs ein und zerschlugen die Grenztruppen am mösischen Donaulimes (siehe Schlacht von Adrianopel). Im 5. Jahrhundert verwüsteten die Hunnen große Teile Dakiens und Mösiens. Mangels schriftlicher Quellen über die politischen Vorgänge in den südwestlichen Gebieten des heutigen Rumäniens wird die genaue Rekonstruktion der Ereignisse erschwert, die hier zu dieser Zeit stattgefunden haben. Die Einfälle der Goten, Alanen und Hunnen dürften für die Bewohner der dako-romanischen Siedlungen aber schwerwiegende Folgen gehabt haben. Vermutlich trugen sie entscheidend zum weitgehenden Verschwinden der urbanen Lebensweise in Dakien bei. Nach dem Tod von König Attila 453 löste sich sein Reich rasch wieder auf, aber erst unter Kaiser Justinian I. (527–565) erlangten die Römer wieder, für kurze Zeit, die Kontrolle über die untere Donau zurück.

### 6. bis 12. Jahrhundert
558 drangen die Awaren, angeführt von Khan Baian, 559 die Kutriguren mit ihren Verbündeten, den Slawen und Bulgaren, in Dakien und Mösien ein. 593 führten die byzantinischen Generäle Petros und Priskos noch einmal einen Feldzug gegen die Slawen und Awaren an der Donau durch. 602 fielen auch die letzten von den Byzantinern besetzten Kastelle im Donaugebiet in die Hände der Slawen. Die ersten archäologischen Funde aus Caransebeș, die die Existenz von Siedlungen der Slawen oder Awaren belegen, stammen jedoch erst aus dem 8. und dem 9. Jahrhundert. Ein Dokument aus der Zeit Kaiser Basileios’ II. (976–1025) erwähnt um 1020 eine Bischofskirche in Dibiskos, vielleicht identisch mit dem Tibiscum der Antike. Ab dem 11. Jahrhundert siedelten sich vor allem die Ungarn im Gebiet um Caransebeș an, das bald zu einem ihrer Zentren im Banat aufsteigt. Im 12. Jahrhundert wandelte sich die ehemalige Römersiedlung endgültig zu einer mittelalterlichen Stadt, deren Kernbereich rund um die 1289 erstmals urkundlich erwähnte Festung lag.

## Kastell
Bei den Grabungen im 20. Jahrhundert konnten mehrere Bauphasen festgestellt werden:

## Holz-Erde-Kastell I bis III
Kastell I: Das frühe Holz-Erde-Kastell befand sich in der NO-Ecke des späteren Steinkastells (Kastell IVb) und entstand in der Okkupationszeit zwischen 101 und 106 n. Chr. Seine Spuren wurden erst während der jüngsten Ausgrabungen entdeckt. Die Reste lagen etwa 1,80 bis 2,00 m tief unter dem heutigen Bodenniveau. Es handelte sich um eine rechteckige Anlage, deren genauer Umfang aber nicht genau bekannt ist. Seine Umwehrung war 6 m breit und 1,20 m hoch, am Südabschnitt fand man die Überreste von zwei Gräben im Abstand von 2,25 m (10–2,20 m × 2,25 m und 2 m × 2,10 m). Hinter den Gräben konnte man auch noch Reste des Erdwalls (agger) beobachten.
Kastell II: Die Befestigung musste bald erweitert werden und wurde beträchtlich über den Wall des Kastell I ausgedehnt. Dieses wurde vorher einplaniert, sodass sich das Bodenniveau des neuen Lagers um 25–30 cm anhob. Seine Abmessungen betrugen 110 × 101 m, es bedeckte eine Fläche von 1,11 ha. Nach den Spuren an Palisadenresten aus dem Gräben zu schließen, wurde das Lager durch ein Feuer zerstört. Die Brandspuren datieren in die Jahre um 118 n. Chr. und waren wohl eine Folge der Abwehrkämpfe gegen die Sarmaten. Der Erdwall hatte eine Breite von 5 m und war von zwei Verteidigungsgräben umgeben – der erste 2,75 m breit und 0,75 m tief, der zweite 3,50 m breit und 1,25 m tief.
An jeder Seite des Lagers gab es je ein von zwei Türmen flankiertes Tor. Das östliche lag 48,80 m von der nordöstlichen Lagerecke entfernt. Seine quadratischen Türme waren in Holzbauweise ausgeführt. Sie standen auf je vier Holzbalken (0,25 × 0,25 m), die Wände bestanden aus Rutengeflecht mit Strohlehmbewurf. An der Wallaußenseite konnten noch die Balkenlöcher nachgewiesen werden. Die Abmessungen der Türme betrugen 2,40 × 2,40 m. Das Tor war 3,90 m breit. 1984 wurde auch das etwas kleinere südliche Lagertor freigelegt; seine Flankentürme waren ebenfalls quadratisch (2,55 × 2,55 m), während das Tor selbst eine Breite von 3,25 m hatte. Da das Nordtor während der ganzen Nutzungszeit des Militärstützpunktes in Funktion blieb, wurde es mehrere Male umgebaut, sodass sein ursprüngliches Aussehen sich nur mehr mit großen Schwierigkeiten rekonstruieren ließ. Die Torbreite beträgt drei Meter, die Flankentürme waren, im Vergleich mit den anderen Tortürmen, etwas unterschiedlicher aufgebaut. 1987 konnte der nordwestliche 2,40 × 2,40 m große Eckturm freigelegt werden. Er war ebenfalls quadratisch, stand auf vier Holzbalken und verfügte über aus Rutengeflecht und Strohlehmbewurf bestehenden Wänden.
Die Innengebäude von Lager I und II waren zur Gänze aus Holz gebaut. Die Mannschaftsbaracken waren vermutlich in West-Ost-Richtung, längs der Achse der Lagerhauptstraße, der via principalis aufgestellt. An der Innenseite des Walles konnte man zusätzlich noch einen Abschnitt der umlaufenden Wallstraße, der via sagularis, erkennen. Sie verfügte über einen Kiesbelag und war 3 m bis 3,10 m breit.
Kastell III: Südlich des großen Steinkastells fand sich noch ein weiteres Holz-Erde-Kastell. Es stammt vermutlich aus der Mitte des 2. Jahrhunderts und bedeckte eine Fläche von 89 m × 107 m. Das Süd- und das Osttor waren mit rechteckigen Tortürmen flankiert. Hier wurden vermutlich die palmyrenischen Bogenschützen untergebracht.

### Steinkastell IVa (kleines Lager)
Nach der Wiederherstellung der uneingeschränkten römischen Herrschaft über die Provinz wurde das Kastell in Stein neu aufgebaut. Der Außenseite des alten Erdwalls wurde dabei eine Steinmauer vorgeblendet, deren Breite 3,25 m betrug. Das Fundament bestand aus zwei Lagen Flussgeröll, über die eine Schicht Mörtel gegossen worden war. Die Mauer selbst war aus zugehauenen Kalksteinblöcken aufgebaut. Die Tortürme wurden ebenfalls neu in Stein aufgeführt und maßen nun 4,20 m × 4,20 m, während die Breite der Durchfahrt unverändert blieb. Im Lagerinneren wurden die Gebäude wieder exakt an ihren alten Standorten aus Holz errichtet. Obwohl man mittels Sondagen nach den Principia gesucht hat, konnte man ihre Lage bisher noch nicht genau lokalisieren. Sie waren vermutlich in ihrer Ausrichtung nach Süden orientiert.

### Steinkastell IVb (großes Lager)
Das sogenannte „große Lager“ entstand durch eine erhebliche Verlängerung der südlichen und westlichen Wälle von Lager IVa. Es war von seinen Erbauern wieder in klassischer Manier der frühen und mittleren Kaiserzeit als trapezförmige, etwas nach NW verzogene, vermutlich 195 m × 310 m große Anlage mit abgerundeten Ecken gestaltet worden. Aufgrund der restlosen Zerstörung der Südseite konnte sein genauer Umfang nicht mehr genau bestimmt werden. Der westliche Abschnitt der Kastellmauer bezog auch das Areal von Kastell III ein, was zu einer deutlichen Abweichung von der ansonsten üblichen, rechtwinkeligen Form führte. Der hohe Grundwasserpegel machte allerdings auch spezielle Sicherungsarbeiten bei den Fundamenten notwendig. Im 3. Jahrhundert wurde das Kastell unter Gallienus noch einmal von Grund auf renoviert.

#### Umwehrung, Tore und Türme
Der innere Erdwall des neuen Lagers war 5,50 m breit. An seiner Außenseite wurde wieder eine auf einen Fundament aus Flussgeröll stehende Umwehrung aufgezogen. Die 1,50 m breite Umfassungsmauer war in Opus-incertum-Technik ausgeführt und bestand aus vermörtelten Bruchsteinen; in ihr waren auch Inschriften aus der Zeit des Kaisers Gordian III. (238–244) verbaut.
Nachgewiesen werden konnten das Westtor mit einer 3,90 m breiten Durchfahrt und seinen zwei quadratischen, leicht vorspringenden Flankentürmen (7 m × 5,80 m). Das 7,50 m breite Haupttor (porta praetoria) im Osten mit zwei durch einen Mittelpfeiler (spina) getrennten 3,90 m breiten Durchfahrten, seine Flankentürme bestanden aus massiven Kalksteinblöcken. Ihre inneren Abmessungen betrugen 5,10 m × 3,40 m. Durch die Mitte der südlichen Durchfahrt verlief ein Abwasserkanal. Im 3. Jahrhundert wurden die Innenseiten der Tortürme noch einmal mit Bruchsteinen ausgebessert. Das Nordtor von Lager IVa wurde in das neue Kastell miteinbezogen und in seiner Lage nicht verändert. Was den Archäologen hier zuerst als Fundament einer Sperrmauer erschien, stellte sich später als Torschwelle heraus, die durch die Anpassung an das höhere Bodenniveau des Lagers IVa entstanden war. Die inneren Abmessungen seiner Flankentürme betrugen 3,10 m × 3,10 m, die Breite der Durchfahrt 3,25 m. Das Südtor ist nicht mehr erhalten. Die Lagerecken waren vermutlich ebenfalls durch innen angesetzte, trapezförmige Türme verstärkt.

#### Innenbebauung
Die Bauten im Lagerinneren konnten in das 2. Jahrhundert datiert werden. Bei den Ausgrabungen der Jahre 1964–1975 legte Marius Moga drei Gebäude in der nordöstlichen Ecke des Lagers frei. Das erste fand man etwa 6,40 m weit von der Kastellmauer entfernt (Nr. I). Es hatte eine quadratische Form, maß 28,80 m × 6,80 m und besaß zwei Räume. Der Ausgräber vermutete in dem Gebäude ein Offiziersquartier der Palmyrener aus der Zeit des Septimius Severus. Das zweite Gebäude lag zwei Meter westlich dieses Offiziershauses. Es hatte eine Nord-Süd-Orientierung und war im Inneren durch drei Räume unterteilt (Nr. II). Ursprünglich war aber wahrscheinlich nur ein – durch eine Apsis abgeschlossener – Raum vorhanden. Wofür es verwendet wurde, konnte nicht geklärt werden. Es könnte sich dabei entweder um ein Waffendepot oder aber auch um einen Verwaltungsbau gehandelt haben. Das dritte Gebäude (34 × 6,40 m) umfasste insgesamt sieben Räume und scheint teilweise als Mannschaftsbaracke gedient zu haben (Nr. IV). Einige dieser Bauten waren mit Hypokaustenheizungen ausgestattet und dürften auch kultische Funktionen gehabt haben. Wahrscheinlich wurde dieser Teil des Lagers von den palmyrenischen Soldaten als forum castrensis in hellenistisch-orientalischer Tradition angelegt. Die Gebäude Nr. I, II und IV (nördliches Ende) fungierten vermutlich als Principia. In der praetentura des Lagers stieß man auf die Reste der Lagertherme, die 1924 teilweise von Mateescu freigelegt werden konnte. An der Rückseite der Principia konnte ein Abschnitt der 4,50 m breiten via Decumana beobachtet werden.
Principia:
Von den Gebäuden im Lagerinneren wurde besonders das dreiphasige Kommandogebäude genauer untersucht. Die Archäologen fanden ein rechteckiges Gebäude (35 m × 45 m) vor, das nach Osten orientiert war. Man betrat es durch einen überdachten und 15 m × 27 m messenden, säulenbestandenen Vorhof (atrium), der an Nord- und Südseite von weiteren Räumen flankiert wurde. Auf zwei parallele Steinfundamenten, etwa 2,40 m von den danebenliegenden Räumen entfernt, saßen je vier Säulenbasen (1,00 m × 0,80 m). In der zweiten Bauphase wurde der Eingang in den Innenhof verengt. Längs der Achsen, die den Torpfeilern entsprachen, wurden je drei quadratische Steinbasen aufgestellt. Sie dienten vermutlich als Basis für Altäre oder Statuen. Die Säulen trugen die Überdachung der zwei Verbindungsgänge zur 8 m × 45 m großen Querhalle (basilica). Eine hier aufgefundene Ehreninschrift, welche die cohors I Sagittariorum im Jahre 165 dem Kaiser Mark Aurel gewidmet hat, ist ein Hinweis darauf, dass zu diesem Zeitpunkt die principia und damit – wahrscheinlich – auch das Lager selbst schon weitgehend fertiggestellt waren. Im Gegensatz zum Innenhof war der Fußboden der Basilica um ca. 20 bis 30 cm höher. Die Schwellen dieser Räume bestanden aus großen Kalksteinblöcken, auf denen Spuren von Vertiefungen zu sehen waren, die wohl zur Verankerung eines metallenen Absperrgitters dienten. An der Westseite befanden sich insgesamt fünf Räume, im Zentrum das rechteckige, etwas nach Westen vorkragende Fahnenheiligtum (aedes), in dem die Feldzeichen und ein Kaiserstandbild aufbewahrt wurden. Unter seinem Fußboden lag ein Keller, in dem die Soldkasse der Besatzung aufbewahrt wurde. An der Nord- und Südseite der Querhalle fanden sich jeweils zwei sieben mal zehn Meter große Kammern, möglicherweise für die Aufbewahrung von Waffen (armamentaria). In den zwei Räumen links der aedes befanden sich die Schreibstuben der Kommandantur. Rechts davon lagen die Räume der Feldzeichenträger (signifer), die die Finanzen der Truppe verwalteten. Auch diese waren wohl einst mit einem eisernen Gitter verschlossen. Im letzten, dem westlichsten Raum, stand ein Altar aus Ziegelsteinen, der etwas im Estrich des Fußbodens eingetieft war. Auf ihm und im übrigen Raum verstreut wurden noch Reste von Tierknochen und Asche gefunden.

## Garnison
Zusammen mit Porolissum, Micia, Bologa, Borosneu Mare und Romula zählt Tibiscum zu den Kastellen mit den zahlenmäßig stärksten Besatzungen in Dakien. Wahrscheinlich blieben bis zum Ende der römischen Herrschaft jeweils zwei Einheiten hier dauerhaft stationiert.
| Zeitstellung                  | Truppenname | Bemerkung |  |
| ----------------------------- | --- | --- |  |
| 2. Jahrhundert n. Chr.        | Legio IIII Flavia Felix ? (die vierte flavische Legion, die glückliche) Legio XIII Gemina ? (die dreizehnte Zwillingslegion)                 | Die erste Besatzungstruppe des Kastells ist unbekannt geblieben. Möglicherweise handelte es sich dabei um Vexillationen aus diesen beiden Legionen, die vierte Legion war ganz in der Nähe, in Sarmizegetusa, stationiert. Die Anwesenheit von Angehörigen dieser Truppenverbände ist nur durch Ziegelstempelfunde bekannt, wahrscheinlich stellten sie nur die Bautrupps für das Kastell. |  |
| 2. Jahrhundert n. Chr.        | Cohors I saggitariorum millaria equitata (die erste Kohorte der berittenen Bogenschützen, 1000 Mann stark)                                   | Sie war die erste Auxiliareinheit, deren Anwesenheit in Tibiscum durch Ziegelstempel und vor allem durch eine von ihr gestiftete Ehreninschrift für Mark Aurel – aus dem Jahr 165 – epigraphisch belegt ist. Gegen Ende des 2. Jahrhunderts wurde die Truppe wieder abgezogen und in das Kastell Drobeta verlegt. |  |
| 2. bis 3. Jahrhundert n. Chr. | Numerus Palmyrenorum Tibiscensium (eine Schar Palmyrener in Tibiscum)                                                                        | Die Abteilung wurde im Zuge der Kriegsereignisse von 118 n. Chr. von Syrien nach Dakien versetzt. Zwei in Tibiscum entdeckte Militärdiplome aus dem Jahr 126 belegen die Anwesenheit der Palmyrener im Lager. Ein weiteres Indiz ist ein 2004 in einem Lagergebäude (Nr. IV) entdeckter Weihealtar aus dem 3. Jahrhundert, der vom Zahlmeister/Nachschuboffizier (Actuarius) der Einheit, Valerius Rufinus, der Göttin Minerva gewidmet worden war. Minervae Aug(ustae) et Genio n(umeri) Pal(myrenorum) Tib(iscensium) Val(erius) Rufi- nus actar(ius) Die meisten dakischen Weiheinschriften für Minerva wurden im Auftrag von Actarien angefertigt. Der Numerus wurde in weiterer Folge auch in einer Grabinschrift von 159 bis 160 n. Chr. erwähnt. Auch eine von Marius Moga im selben Gebäude entdeckte – stark beschädigte – Marmorinschrift aus dem 3. Jahrhundert n. Chr. nennt diese Einheit: […] […C]aes(ari?)[…] […p]r(o) pr(aetore) […] […Palmyren]or(um?) c(ura?) R[…] […ex ar]gent[i pondo?…] […] |  |
| 2. bis 3. Jahrhundert n. Chr. | Cohors I Vindelicorum civium Romanorum milliaria equitata (die erste teilberittene Kohorte der Vindeliker, römische Bürger, 1000 Mann stark) | Die ursprünglich aus der Provinz Raetia stammende Auxiliarkohorte kam wahrscheinlich aus dem Lager Arcidava nach Tibiscum und stellte hier ab dem späten 2. Jahrhundert die Besatzungstruppe. Ein in Tibiscum entdecktes Militärdiplom aus dem Jahr 157, das für einen Veteranen der Räterkohorte ausgestellt wurde, ist der erste Hinweis für die Anwesenheit dieser Truppe an diesem Garnisonsort. Die Einheit baute nach den großen Verheerungen im 3. Jahrhundert das Kastell wieder auf. Zwei im Apollo-Tempel aufgefundene Inschriften bezeugen seine Renovierung in den Jahren 202–204, von denen eine auf Anordnung ihres Kommandanten, dem Tribunen Septimius Diomedes, durchgeführt worden war. Apollin[i] pro salute dd(ominorum) n[n(ostrorum)] Severi et Anto[nini] et Getae Caes(aris) Oct(avio) [Iul(iano)] co(n)s(ulari) Dac(iarum) III Septi[mius] Diomedes trib(unus) [coh(ortis) I] Vind(elicorum) \|(miliariae) eq(uitatae) c(ivium) R(omanorum) f[anum](?) vetustate con[lapsum] restituit fel[iciter] Einige Jahre später, 212–215 n. Chr., errichtete die Truppe, die damals vom Tribunen Publius Aelius Gemellus geführt wurde, eine Weihung an Apollo als Bewahrer des Kaisers Caracalla. Die Räterkohorte hielt sich bis zum Abzug der Römer aus Dakien unter Aurelian (271–275 n. Chr.) hier auf. |  |
| 2. bis 3. Jahrhundert n. Chr. | Vexillatio Africae et Mauretaniae bzw. Numerus Maurorum Tibiscensium (ein Fähnlein Afrikaner und Mauren und eine Schar Mauren in Tibiscum)   | Diese afrikanischen und maurischen Soldaten wurden ungefähr zur Mitte des 2. Jahrhunderts nach Dakien verlegt. Aus ihren Reihen ging später der numerus Maurorum Tibiscensium hervor. |  |

## Vicus

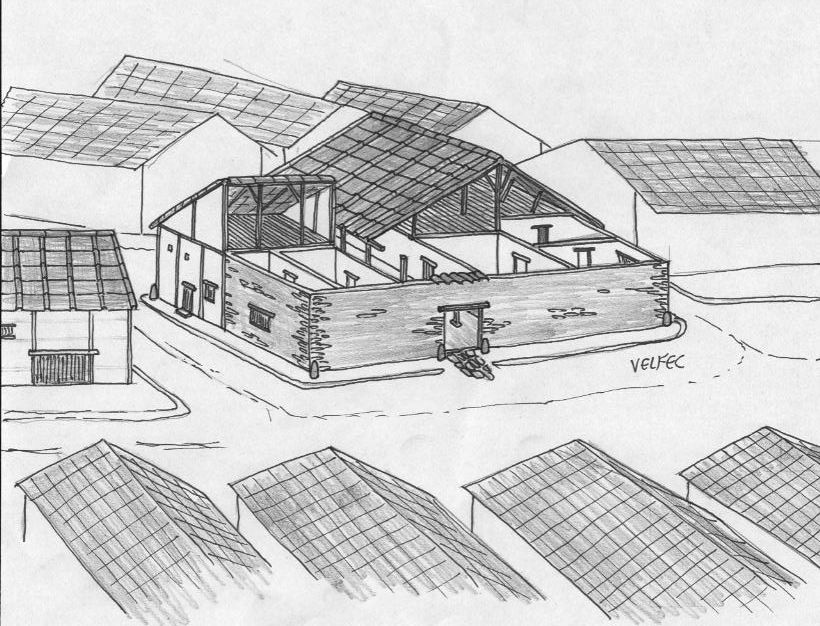
Rekonstruktion eines Wohnhauses mit Innenhof, 2. Jahrhundert n. Chr.

Nördlich des Kastell konnte ein ausgedehntes Lagerdorf (vicus) nachgewiesen werden. Die Siedlung entstand wohl gleichzeitig mit dem Holz-Erde-Lager in der ersten Hälfte des 2. Jahrhunderts. Das Aufblühen der Wirtschaft, der Zuzug von Angehörigen der Soldaten bzw. von Handwerkern und die engen Handelsbeziehungen zu den benachbarten Provinzen verliehen der Militärsiedlung bald einen kleinstädtischen Charakter. Obwohl die Timiş im Laufe der Zeit einen bedeutenden Teil des Areals zerstört hat, vermutet man, dass der Vicus in seiner Blütezeit eine Fläche von ungefähr zwölf Hektar bedeckte. Er wurde mehrfach durch Brände stark beschädigt, das erste Mal vermutlich um 118 n. Chr. beim Einfall der Sarmaten und dann noch einmal in den Jahren 158/159 n. Chr., aber danach von seinen Bewohnern wieder rasch aufgebaut.
Im Vicus war der Einfluss der Militärarchitektur auf die Gebäude besonders gut zu beobachten. Die Anordnung der Gebäude weist darauf hin, dass das Areal zuerst vermessen und in Parzellen eingeteilt worden war, bevor man es den Neusiedlern zur Bebauung zuwies. Die Mehrzahl der Häuser hatte eine längliche, viereckige Form (Streifenhäuser), eine Bauart, die man überall am Limes antreffen konnte. Vermutlich wurden in ihrer unmittelbaren Nähe auch Gemüse- und Obstgärten angelegt. Die Gebäude reihten sich hauptsächlich entlang beider Seiten der großen Durchgangsstraßen auf, die gleichzeitig auch die Funktion eines decumanus maximus erfüllten. Manche von ihnen verfügten an ihrer Straßenfront auch über kleine Säulenhallen (porticus). Moga legte bei seinen Grabungen insgesamt elf Gebäude frei, aber nur eines davon, Gebäude II, wurde bisher vollständig untersucht. Beim Gebäude X konnten zum ersten Mal in einem dakischen Vicus Handwerksbetriebe identifiziert werden. Es handelte sich hierbei um Keramik-, Glas- und Schmuckwerkstätten.
Manche Veränderungen im Bauschema des Vicus könnten auch mit der Stationierung einer neuen Besatzungstruppe zusammenhängen. Durch die mehrmalige Wiederherstellung der Gebäude wurden auch ihre Grundrisse verändert. So schwankt die Breite der Bauten zwischen 9 m und 14,40 m. Gegen Ende der Herrschaft Hadrians wurden die meisten Gebäude komplett abgerissen und in Stein neu aufgebaut. Das repräsentativste bisher entdeckte Bauwerk auf dem Gelände der Militärsiedlung ist Gebäude VII, wo unter anderem ein lararium aus Marmor gefunden wurde. Einige Häuser (II, VII, X) waren auch mit einer Hypokaustenheizung ausgestattet.
Nach Abzug der römischen Armee und Verwaltung zwischen 271 und 275 konnten aus dieser Zeitschicht bemerkenswerterweise keine Brand- oder andere Zerstörungsspuren entdeckt werden, die im Zusammenhang mit diesem Rückzug gebracht werden konnten, weder im Lager noch in den Zivilsiedlungen. In den Gebäuden II, III, VII, VIII und X stellte man nur einige Umbauten an den Innenräumen fest. Es handelt sich dabei um die Einziehung neuer Wände aus Flussgeröllsteinen, die ohne Fundamentierung direkt auf eine Schuttschicht gesetzt wurden. Sie waren nur geringfügig mit Mörtel verbunden worden und 0,50 m breit. In den auf diese Weise neu entstandenen Kammern war das Inventar offenbar nur sehr einfach, man fand meistens nur Scherben minderwertiger Provinzialkeramik.

## Municipium

Marsiglis Zeichnung der Ehreninschrift für die Kaiserin Salonia aus dem 17. Jahrhundert

Der Forschungsreisende Luigi Ferdinando Marsigli berichtete im 17. Jahrhundert vom Fund einer der Salonina, der Gemahlin des Kaisers Gallienus, vom Rat (ordo municipii) des municipium Tibiscensium gewidmeten Ehreninschrift. Sie wurde in der Nähe des Zusammenflusses von Bistra und Timi entdeckt. Dies war ein erster Hinweis darauf, dass sich die Zivilstadt am rechten Ufer der Timis befand. Der Zuzug von zahlreichen Veteranen, Familienangehörigen der Soldaten, Kaufleute und Handwerken in Tibiscum trug zur raschen Entwicklung einer Stadt zweiten Ranges, eines Municipiums, bei. Der Verleihung des Munizipalrechts ging in der Regel eine längere erfolgreiche Entwicklung der Wirtschaft voraus. Der Munizipalstatus könnte Tibiscum, so wie auch einigen anderen Städten in Dakien, schon unter Septimius Severus oder seinem Nachfolger Caracalla zuerkannt worden sein. Epigraphisch ist der Munizipalrang der Zivilsiedlung jedoch erst durch die angeführte Inschrift des Gallienus (260–268 n. Chr.) sicher belegt. Diese späte Stadterhebung bildete den Abschluss der römischen Urbanisierung in Dakien.

## Bevölkerung
Wie auch in anderen römischen Provinzen trugen vor allem die Veteranen, Soldaten und Neusiedler zur raschen Romanisierung der einheimischen Bevölkerung bei. Von den mehr als 90 bisher in Tibiscum entdeckten Inschriften sind 60 Grabinschriften. Sie belegen unter anderem die Anwesenheit von Angehörigen verschiedener ethnischer Gruppen, vor allem aus denjenigen, die die Besatzungstruppen des Lagers bildeten wie zum Beispiel Vindelicier aus Rätien, Palmyrener aus Syrien und Mauren aus Nordafrika. Naturgemäß waren die indigenen Daker besonders zahlreich vertreten, sowohl im Lager als auch in der Zivilsiedlung. Ihre Anwesenheit ist vor allem durch dakische Keramik dokumentiert. Direkte Belege für das Bildungsniveau der Bewohner kommen in Tibiscum nur selten vor. Man fand jedoch eine große Anzahl von Schreibzeugutensilien aus Bein oder Bronze. Daneben wurden auch Ziegel und Keramikfragmente mit eingeritzten Buchstaben, wahrscheinlich Schreibversuche zur Erlernung des Alphabetes, geborgen.

## Wirtschaftsleben
Der Handel war eine der wichtigsten Wohlstandsquellen für die Einwohner Tibiscums. Die große Anzahl römischer Münzen aus den 2. und 3. Jahrhundert n. Chr., die man hier gefunden hatte, zeigt eine umfangreiche Handelstätigkeit, die sich aber in der zweiten Hälfte des 3. Jahrhunderts wieder merklich abschwächte. Zwei von den bisher entdeckten Werkstätten (zur Keramik- und Glaserzeugung) arbeiteten aber auch in nachaurelianischer Zeit weiter. Der Weiterbestand des wirtschaftlichen Lebens während des 3. bis 4. Jahrhunderts ist vor allem durch Münzfunde belegt. Abgesehen von dem im Jahre 1925 entdeckten, aus 971 Münzen bestehenden, Hortfund fand man auch im Bereich der Zivilsiedlung über 50 Münzen. Das gilt als Nachweis für die weiterhin aufrechterhaltenen Handelsbeziehungen mit Rom, obwohl sich der Warenverkehr wohl stark vermindert hatte. Besonders zur Mitte des 4. Jahrhunderts scheint der Münzumlauf wieder etwas intensiver zu werden. Aber schon gegen Ende dieses Jahrhunderts (ca. 370–380 n. Chr.) weist er wieder eine abfallende Tendenz auf, um wenig später völlig zum Erliegen zu kommen, vermutlich eine Folge der verheerenden Niederlage der Römer bei der Schlacht von Adrianopel (378).
Landwirtschaft: Die Fruchtbarkeit des Umlandes von Tibiscum begünstigten die Entwicklung zu einer prosperierenden Landwirtschaft, da durch die Besetzung der Römer auch neue Anbaumethoden eingeführt wurden. Im Zuge der archäologischen Forschungen wurden in der Nähe des Kastells mehrere Villae rusticae entdeckt, so zum Beispiel bei Caransebeș, Mahala, Campul lui Cornean und Iaz. Ihre Besitzer waren wohl römische Kolonisten oder Veteranen, die sich hier niedergelassen hatten, da sie vermutlich von der Militärverwaltung das beste Land zur Bewirtschaftung zugeteilt bekommen hatten. Was damals genau angepflanzt wurde, ist nicht geklärt, da aufschlussreiche Funde in dieser Hinsicht noch fehlen. Zahlreiche Tierknochen belegen jedenfalls eine florierende Viehzucht, darunter vor allem Rinder, Schafe, eher seltener auch die von Schweinen.

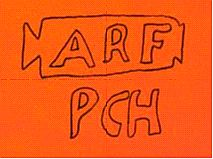
Auswahl von Produktionsstempeln privat betriebener Ziegeleien aus Tibiscum

Keramikproduktion: Ein bedeutender ökonomischer Zweig war die Keramikherstellung. Produziert wurden vor allem Baumaterialien, Tonrohre, Gefäße, Öllampen und Statuetten (Venus-Terrakotten). In Tibiscum konnten auch mehrere von der Armee betriebene Werkstätten für Keramikprodukte identifiziert werden. Vorläufig sind viele nur durch ihre Stempel bekannt. Einige von diesen Stempeln wie ARF, VAM, PCH konnten nicht zufriedenstellend zugeordnet werden. Es ist ungewiss, ob sie aus militärischen oder zivilen Werkstätten stammen. Auf einem Amphorenhenkel war noch der Name Marcus Syrus zu lesen, vermutlich ein örtlicher Hersteller. Auf dem Rand eines mortariums fand man den weitverbreiteten Namen Severus. In der Herstellung von Tonlampen war ein gewisser Aurelius (Stempel: AVRELVS F[ECIT]) führend.
Der Prozess der graduellen Verschmelzung von einheimischer Bevölkerung und Besatzungssoldaten spiegelt sich besonders in der handgefertigten Keramik dakischer Machart wider. Auf dem Areal der Zivilsiedlung wurden zwei große Töpferwerkstätten, eine aus dem 2. Jahrhundert, die andere aus den 3. oder 4. Jahrhundert n. Chr., freigelegt. Hier wurden verschiedenen Tonwaren für den lokalen Bedarf, von gewöhnlicher Gebrauchskeramik bis zu großen Mengen von Terra-Sigillata-Nachahmungen, produziert. Von den spätrömischen Keramikstücken zeichnen sich vor allem 15 in Tibiscum gefundene Tonlampen mit Adlergriffen aus, die während des 3. oder 4. Jahrhundert n. Chr. angefertigt worden waren.
Metallwarenproduktion: Die überwiegende Anzahl der örtlichen Metallerzeugnisse stammte größtenteils aus lokalen, in einfachen Holzständerbauten untergebrachten, Werkstätten. In Tibiscum wurde aber auch eine große Menge Importware gefunden. Die örtlich erzeugten Bronzestatuetten sind nur sehr einfach ausgeführt. Sie sind wahrscheinlich Kopien aus Italien importierter Stücke. Ungefähr 25 m nördlich des Lagers stieß man auf eine Schmiede, die in die erste Hälfte des 2. Jahrhunderts datiert werden konnte. Eine von ihnen (Werkstatt II) könnte vom Militärangehörigen betrieben worden sein und erzeugte vor allem Ausrüstungsgegenstände wie zum Beispiel Schnallen, Beschläge, Pferdegeschirr usw. In eine erst vor kurzem entdeckten Werkstätte (III) wurde Schmuckgegenstände wie zum Beispiel eine Scheibenfibel mit Emaildekoration hergestellt, die in severische Zeit datiert werden konnte. Da die in einem Holzgebäude untergebrachte Werkstätte durch einen Brand zerstört worden war, konnte von den Archäologen ein fast komplettes Werkzeuginventar geborgen werden, einschließlich kleiner Schmelztiegel, in denen sogar noch Goldspuren nachzuweisen waren. In weiterer Folge wurden weitere Werkstätten für die Verarbeitung von Edelmetallen wie Bronze, Silber und Gold gefunden. Vermutlich war die antike Stadt in diesem Teil der Provinz ein Zentrum der Schmuckerzeugung.
Glasproduktion: Tibiscum war auch ein bedeutendes Zentrum der dakischen Glaserzeugung. Westlich von den Gebäuden I, II, VII der Zivilsiedlung fand man Werkstätten, die vor allem Behältnisse und Schmuck (Glasperlen) herstellten. Die Produktion konnte bis weit in das 4. Jahrhundert aufrechterhalten werden.
Steinverarbeitung: Steinmetzbetriebe muss es in Tibiscum ebenfalls gegeben haben, obwohl sie noch nicht entdeckt bzw. ihrer Funktion richtig zugeordnet werden konnten. Manche der Stücke wurden wohl in Ulpia Traiana Sarmizegetusa angefertigt, denn einige Denkmälerfragmente weisen eindeutig Ähnlichkeiten mit in Sarmizegetusa gefundenen Exemplaren auf. Steinerne Götterskulpturen sind in Tibiscum nur schwach vertreten. Am häufigsten kommen Votivreliefs mit Darstellungen des Jupiter, der Diana und des Merkur vor.

## Kult und Religion
Im religiösen Leben der Bewohner von Tibiscum spielten vor allem die Verehrung der römischen Gottheiten eine große Rolle.
Ihnen widmete man zahlreiche Inschriften:
- Jupiter (4),
- Apollo (3),
- Mars (1),
- Liber Pater (2),
- Silvanus (1),
- Nemesis (1?).

Von einer Weihinschrift für Jupiter Optimus Maximus ist auch der Name eines Bewohners, Iulius Valentinus, epigraphisch bekannt.
Ansonsten hatten noch die Schutzgötter aus den Heimatprovinzen der Kastellbesatzung für die Bevölkerung eine gewisse Bedeutung, wie zum Beispiel aus Palmyra die Gottheiten Malakbel und Bal.
Drei Kilometer östlich des Kastells wurde ein Tempel des Apollo freigelegt, in dem sich zwei den severischen Kaisern gewidmete Inschriften fanden, die von der Wiederherstellung bzw. Renovierung des Gebäudes berichten (siehe Abschnitt Garnison). Er ist bisher der einzige (allerdings nur zum Teil) freigelegte Tempel in Tibiscum. Sein relativ simpler Grundriss hat Ähnlichkeit mit dem des sogenannten „Tempels der maurischen Götter“ in Micia. Es wird weiter vermutet, dass Gebäude III im Vicus ebenfalls als Heiligtum oder Kultstätte diente, da man hier einen übergroßen Statuenkopf des Jupiter und ein kleineres Fragment einer Votivsäule fand.

## Touristische Hinweise

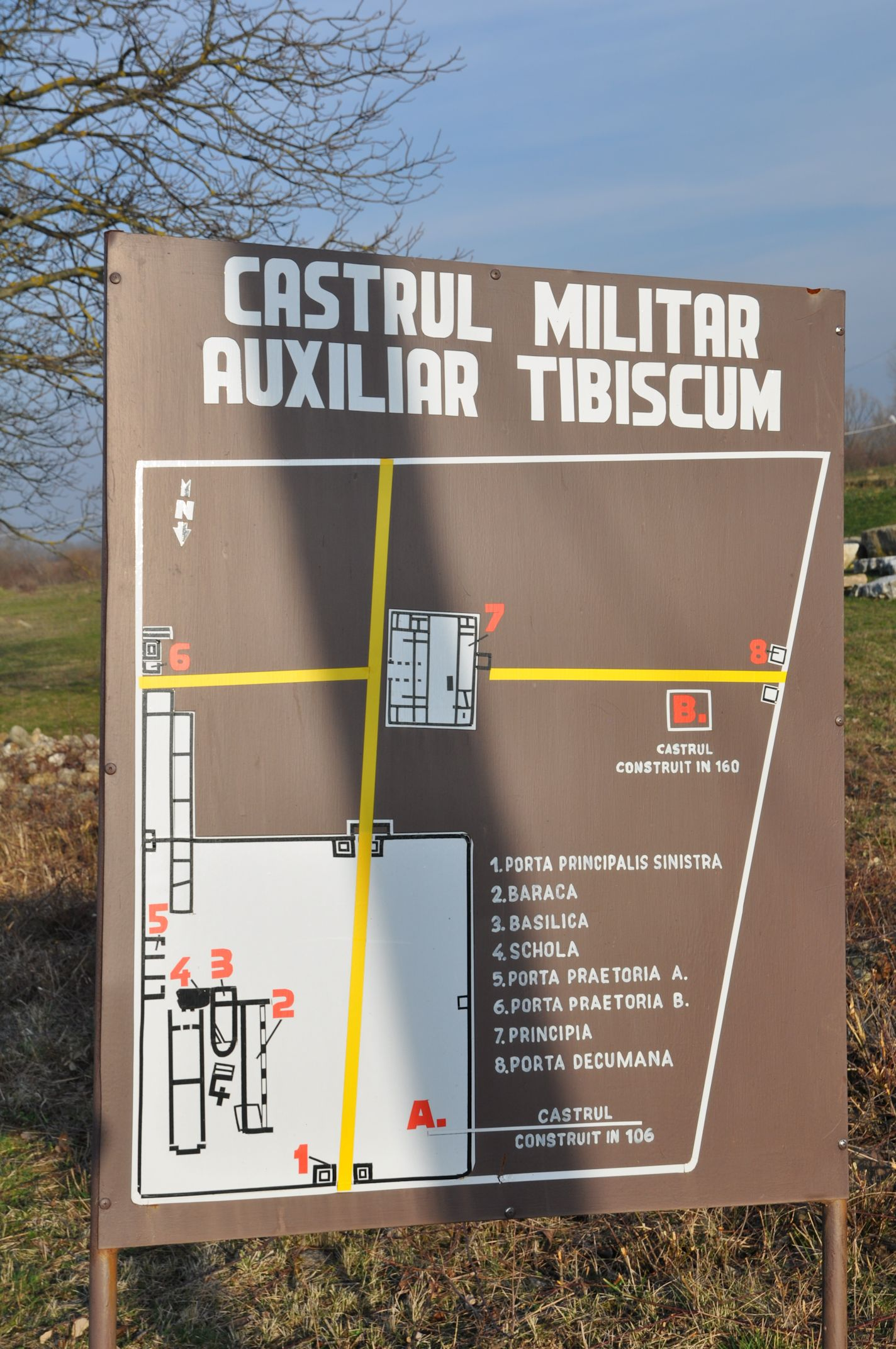
Schautafel am Kastellgelände

Am linken Temesufer wurden eine archäologische Schutzzone und eine Dauerausstellung römischer Funde eingerichtet. Sie befinden sich an der nördlichen Ausfahrt von Jupa, etwa 250 m weit von der Nationalstraße entfernt. Funde aus Tibiscum befinden sich heute im Muzeul Banatului in Timișoara und im Muzeul de Etnografic si Istorie Localä in Caransebeș (einer 1754 erbauten ehemaligen Kaserne) mit einer Sammlung von über 48.000 Exponaten.

## Denkmalschutz
Die archäologische Stätte steht nach Gesetz Nr. 422 von 2001 als historisches Denkmal unter Schutz und ist mit dem LMI-Code CS-I-s-A-10805
in der nationalen Liste der historischen Monumente (Lista Monumentelor Istorice) eingetragen. Zuständig ist das Ministerium für Kultur und nationales Erbe (Ministerul Culturii şi Patrimoniului Naţional), insbesondere das Generaldirektorat für nationales Kulturerbe, die Abteilung für bildende Kunst sowie die Nationale Kommission für historische Denkmäler sowie weitere dem Ministerium untergeordnete Institutionen. Ungenehmigte Ausgrabungen sowie die Ausfuhr von antiken Gegenständen sind in Rumänien verboten.